# Barras paralelas

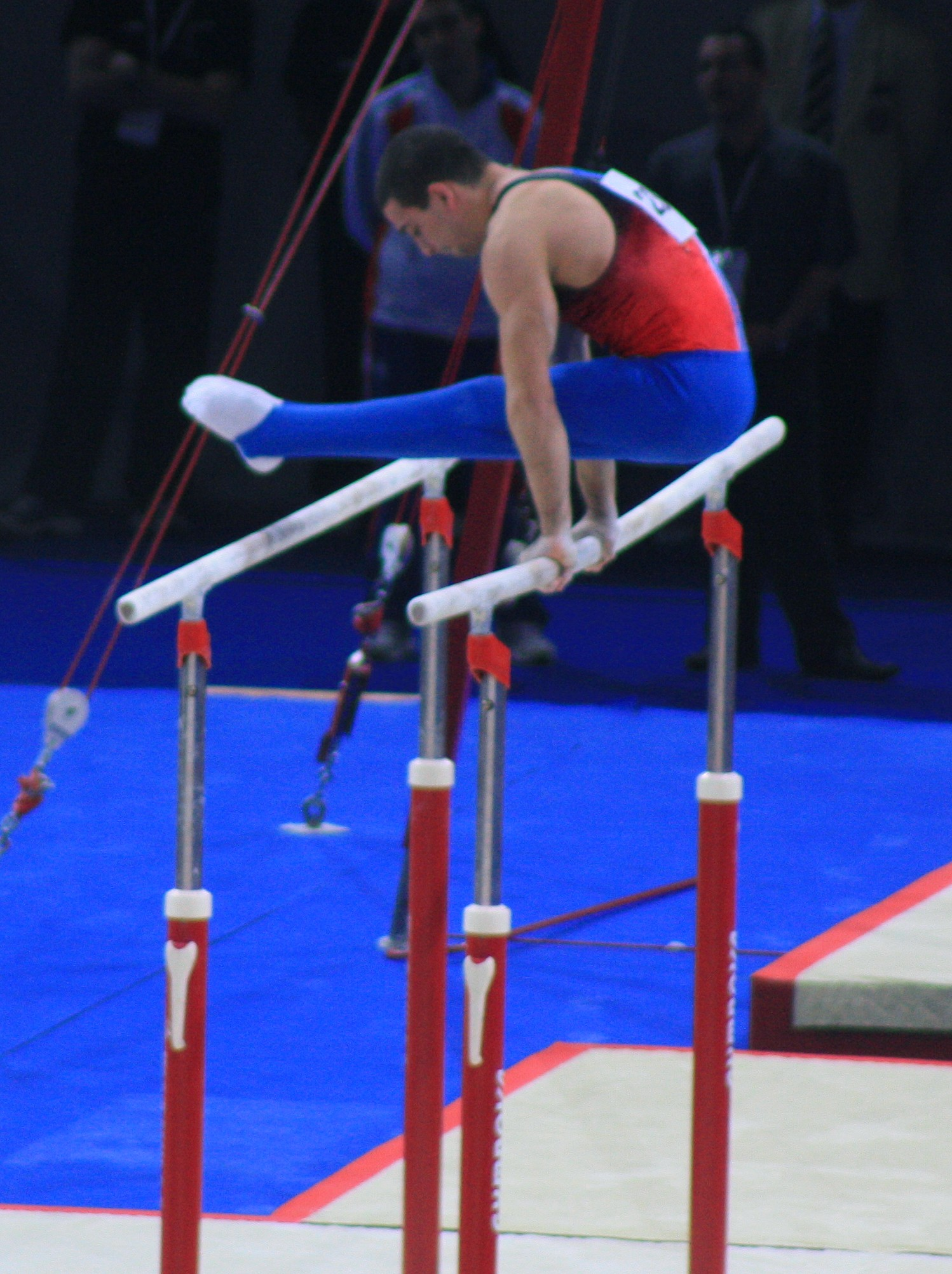
Barras paralelas

Las barras paralelas  , son una de las disciplinas o aparatos que conforman el circuito de gimnasia artística en las competiciones masculinas de este deporte. Está formado por dos barras de 350 cm de largo situadas a 200 cm de altura y separadas entre 42 y 52 cm. Sobre ellas, los gimnastas realizan ejercicios de equilibrio y piruetas acrobáticas conocidas como vuelos.
Los elementos de las barras  requeridos son  dos: de equilibrio, donde el gimnasta se apoya sobre las barras;  y «sueltas»,  donde el deportista debe separarse del aparato y retomar el control del mismo. Los elementos de fuerza no son necesarios, pero los atletas de élite los utilizan para completar una buena rutina de competición. Los elementos se califican según su grado de dificultad. El uso de ambas barras es habitual, pero muchos gimnastas pueden valerse de una sola para realizar paradas de manos y algunos otros elementos que agregan fluidez a la rutina; por lo general dichos movimientos tienen lugar en los costados exteriores de las barras. 

## Puede interesarle

### Modalidad masculina
- Anillas
- Caballo con arcos
- Suelo
- Barra fija
- Salto de potro
- Barras paralelas

### Modalidad femenina
- Suelo
- Salto de potro
- Barras asimétricas
- Barra de equilibrio

- Datos: Q692104
- Multimedia: Parallel bars / Q692104